# Jordan Aviation
Jordan Aviation – jordańska linia lotnicza z siedzibą w Ammanie. Głównym węzłem jest port lotniczy Akaba.